# Comuna Serbî, Iemilciîne
Serbî (în ucraineană Сербівська сільська рада) este o comună în raionul Iemilciîne, regiunea Jîtomîr, Ucraina, formată din satele Novi Serbî, Serbî (reședința), Stari Serbî, Vilșanka și Zosîmivka.

## Demografie
Componența lingvistică a comunei Serbî
     Ucraineană (99,06%)
     Alte limbi (0,82%)
Conform recensământului din 2001, majoritatea populației comunei Serbî era vorbitoare de ucraineană (99,06%), existând în minoritate și vorbitori de alte limbi.